# الجيلاني السعدي
الجِيلاَنِي السَعْدِي مخرج سينمائي تونسي، ولد في 6 فيفري 1962 بمدينة بنزرت، درس السينما بباريس.

## أعماله

### التمثيل
- 2012 : بيدون (الجزء الأول) (فيلم قصير) لالجيلاني السعدي.

### الإخراج
- 1994 : مقهى فندق المستقبل (Café-hôtel de l'avenir) (فيلم متوسط)، نص چواو كانيچو وسيلين بويون وپيار هودغو (دراما).
- 1994-1995 : المساومات الليلية (Marchandage nocturne) (فيلم قصير).
- 2002 : خرمة (فيلم طويل)، من إنتاج پيار چاڥو.
- 2006 : عرس الذيب، الذي تحصل على جائزة أحسن فيلم أفريقي بمهرجان السينما الأفريقية بميلانو عام 2007، وعلى جائزة الحكام بأيام قرطاج السينمائية عام 2007، بطولة أنيسة داود.
- 2011 : وينو بابا؟، مع شيراز فرادي.
- 2012 : بيدون (الجزء الأول).
- 2014 : بيدون (الجزء الثاني) (فيلم قصير).
- 2015 : من داخل (فيلم طويل)
- 2019 : بيدون (الجزء الثالث) (فيلم قصير).
- 2021 : عصيان (دراما) مع شوقي خنيس وآرثر چريك.

### سيناريست
- 2001 : كيف البو، كيف الولد.
- 2002 : خرمة.
- 2012 : بيدون (الجزء الأول).
- 2014 : بيدون (الجزء الثاني).
- 2014 : من داخل.
- 2019 : بيدون (الجزء الثالث).
- 2021 : عصيان (دراما).

### مدير التصوير
- 2014 : بيدون (الجزء الثاني).

### الإنتاج
- 2002 : خرمة.
- 2019 : بيدون (الجزء الثالث).
- 2021 : عصيان (دراما).[3]

## روابط خارجية
- الجيلاني السعدي على موقع IMDb (الإنجليزية)
- الجيلاني السعدي على موقع ألو سيني (الفرنسية)
- الجيلاني السعدي على موقع أول موفي (الإنجليزية)
- الجيلاني السعدي على موقع قاعدة بيانات الفيلم (الإنجليزية)
- الجيلاني السعدي على موقع كينوبويسك (الروسية)